# Pohlheim
Pohlheim è un comune tedesco di 18 003 abitanti, situato nel land dell'Assia.